# Paolo Barabani
Paolo Barabani (Bologna, 13 maggio 1953) è un cantautore, paroliere e chitarrista italiano.

## Biografia
Nato a Bologna e cresciuto a Filo d'Argenta (Ferrara), nella prima metà degli anni settanta fa parte del complesso "Le Ombre". Debutta come solista con due singoli incisi per la Baby Records, di cui era insieme a Pupo il cantante "di punta"; negli stessi anni collaborò, come autore, con Pupo ed altri artisti, scrivendo tra le tante Su di noi per il cantautore toscano e Ti desidero per gli Armonium, canzone con cui il gruppo romano partecipa al Festival di Sanremo 1980.
Nel 1981 prestò servizio militare a Portogruaro nella Banda Musicale della 3ª Brigata missili "Aquileia". Fu una delle rivelazioni del Festival di Sanremo 1981 con il brano Hop hop somarello, da lui composto insieme a Enzo Ghinazzi (Pupo) e Gian Piero Reverberi, brano che è rimasto fino ad oggi il suo maggior successo e che nel 1992 è stato ripubblicato in una nuova versione remixata.
Nello stesso anno pubblica il suo unico album, In riva al bar; la title track, In riva al bar (gira la luna), viene scelta come sigla della trasmissione TV Il barattolo.
Sempre nel 1981, ebbe un discreto successo con Buon Natale.
Nel 1997 è stato ospite della quarta puntata della trasmissione televisiva Anima mia (condotta su Rai 2 da Fabio Fazio e Claudio Baglioni), in cui ha ricordato la sua partecipazione a Sanremo. Il 24 ottobre 2008 è stato ospite del varietà I migliori anni.
Il 4 dicembre 2020 partecipa come concorrente al programma televisivo The Voice Senior.

## Discografia

### Album
- 1981 - In riva al bar (Baby Records BR 56017)

### Singoli
- 1976 - Tu sei mia/Piccolo amore (Baby Records, BR 014)
- 1977 - Fumo americano/Burning love (Baby Records, JB 3A) (disco promo/jb) (lato B eseguito dai D. D. Sound)
- 1981 - Hop hop somarello/Balliamo vuoi (Baby Records, BR 50228)
- 1981 - Buon Natale/Neve di primavera (Baby Records, BR 50254)
- 1987 - Frutta fresca/Frutta matura (Baby Records, BR-50372)
- 1992 - Hop hop somarello (original version)/Hop hop somarello (a cappella)/Hop hop somarello (remix version)/Hop hop somarello (instrumental version) (Baby Records)

#### Singoli pubblicati all'estero
- 1979 Tu sei mia/Piccolo amore (YeP Records Company Y 609; pubblicato in Turchia)